# Schwalbach am Taunus
Schwalbach am Taunus ist eine Stadt mit 15.413 Einwohnern (31. Dezember 2023) im südhessischen Main-Taunus-Kreis.

## Geographie

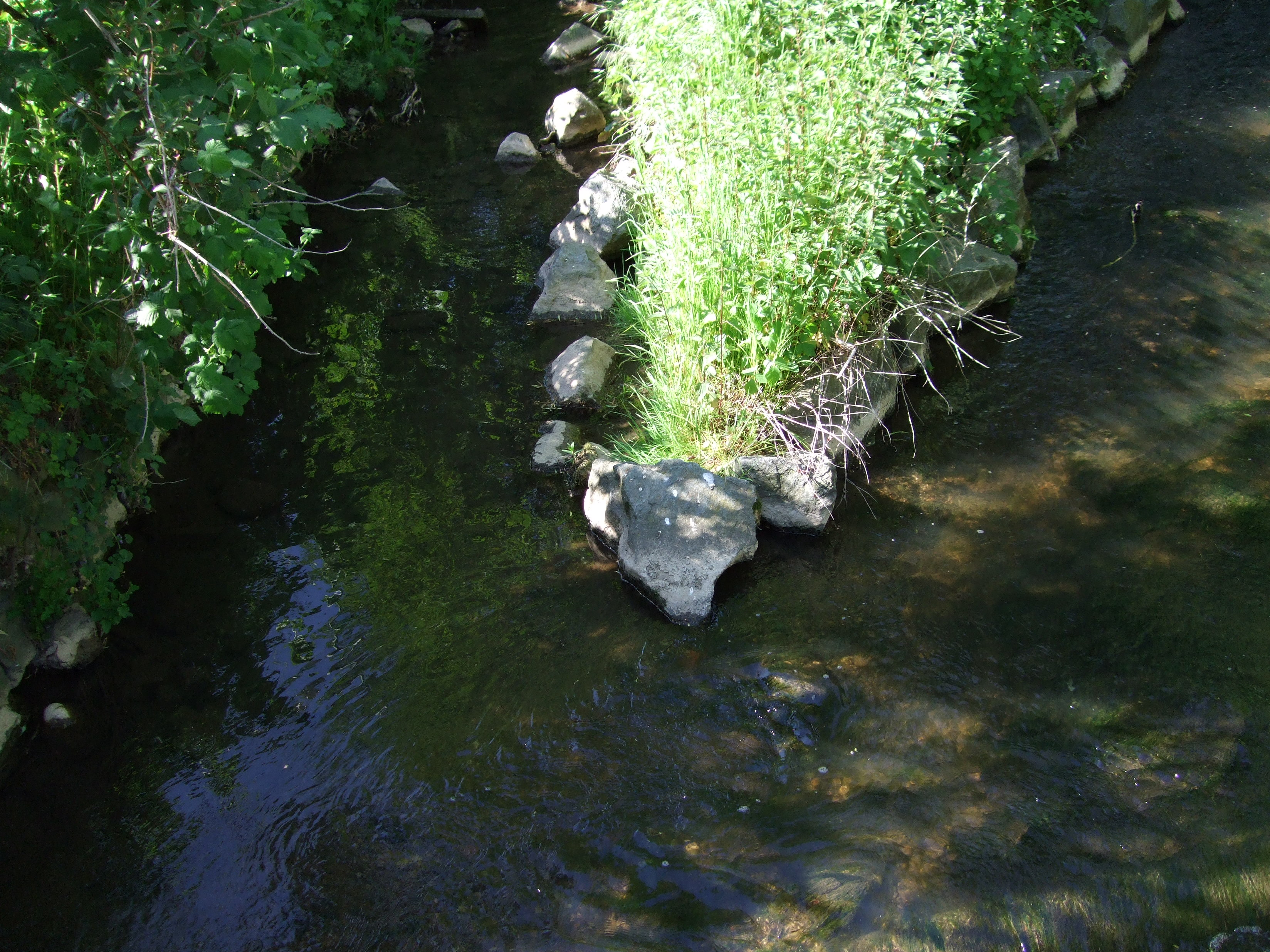
Zusammenfluss von Waldbach und Sauerbornsbach zum Schwalbach

### Lage
Schwalbach am Taunus liegt im Vordertaunus, unmittelbar an der westlichen Stadtgrenze von Frankfurt am Main. Schwalbach ist ein wichtiger Wohn- und Gewerbestandort im suburbanen Frankfurter Umland. Annähernd die Hälfte der Schwalbacher lebt in der Limesstadt, einer von 1962 bis 1973 errichteten Großwohnsiedlung.

### Stadtgliederung
Das Stadtgebiet umfasst nur die Gemarkung Schwalbach (Gmk.-Nr. 60553).

### Klima
Wie im Westen Deutschlands üblich, hat Schwalbach atlantisches Klima mit warmen Sommern und milden Wintern. Im Sommerhalbjahr fällt (durch Gewitter) etwas mehr Regen als im Winterhalbjahr (mehr Landregen). Die Jahresdurchschnittstemperatur beträgt 9,5 Grad Celsius. Pro Jahr fallen 550 Millimeter bis 600 Millimeter Niederschlag.
Durch den nördlich an Schwalbach vorbei verlaufenden Taunus-Hauptkamm kommt es bei nördlichen Winden, insbesondere bei Nordwestwind, zur Ausbildung von Föhn. Bei starker Ausprägung herrscht in Schwalbach aufgelockerte Bewölkung, ab Eschborn-Süd in Richtung Frankfurt regnet es.

### Geologie und Böden
Der kleinere nördliche Teil Schwalbachs gehört geologisch noch zum Vordertaunus, während ein größerer südlicher Teil dem Main-Taunus-Vorland zugerechnet wird. Im nördlichen Gebiet gibt es sehr dichte, zu Staunässe neigende schwere Lehmböden; im südlichen Teil sind es eher gute und nicht so dichte Ackerböden.

### Fauna und Flora
Für diese Gegend typisch sind Eichen-Hainbuchen-Wälder, sie prägen auch den Schwalbacher Wald. Die Bäche säumen Schwarzerlen, Weiden und Eschen. Nadelbäume sind in Schwalbach ohne Ausnahme nicht heimisch. Gute Standortbedingungen finden dagegen Edellaubhölzer wie zum Beispiel die Esskastanie, aber auch Kirsche, Ahorn und Eiche; die Bedingungen für den Obstbau sind günstig. Im Norden der Gemarkung gibt es größere, ökologisch sehr wertvolle Wiesenflächen. In Schwalbach brüten 59 Vogelarten; 32 Schmetterlings-, 18 Libellen- und sieben Amphibienarten konnten beobachtet werden.

### Natur- und Landschaftsschutz

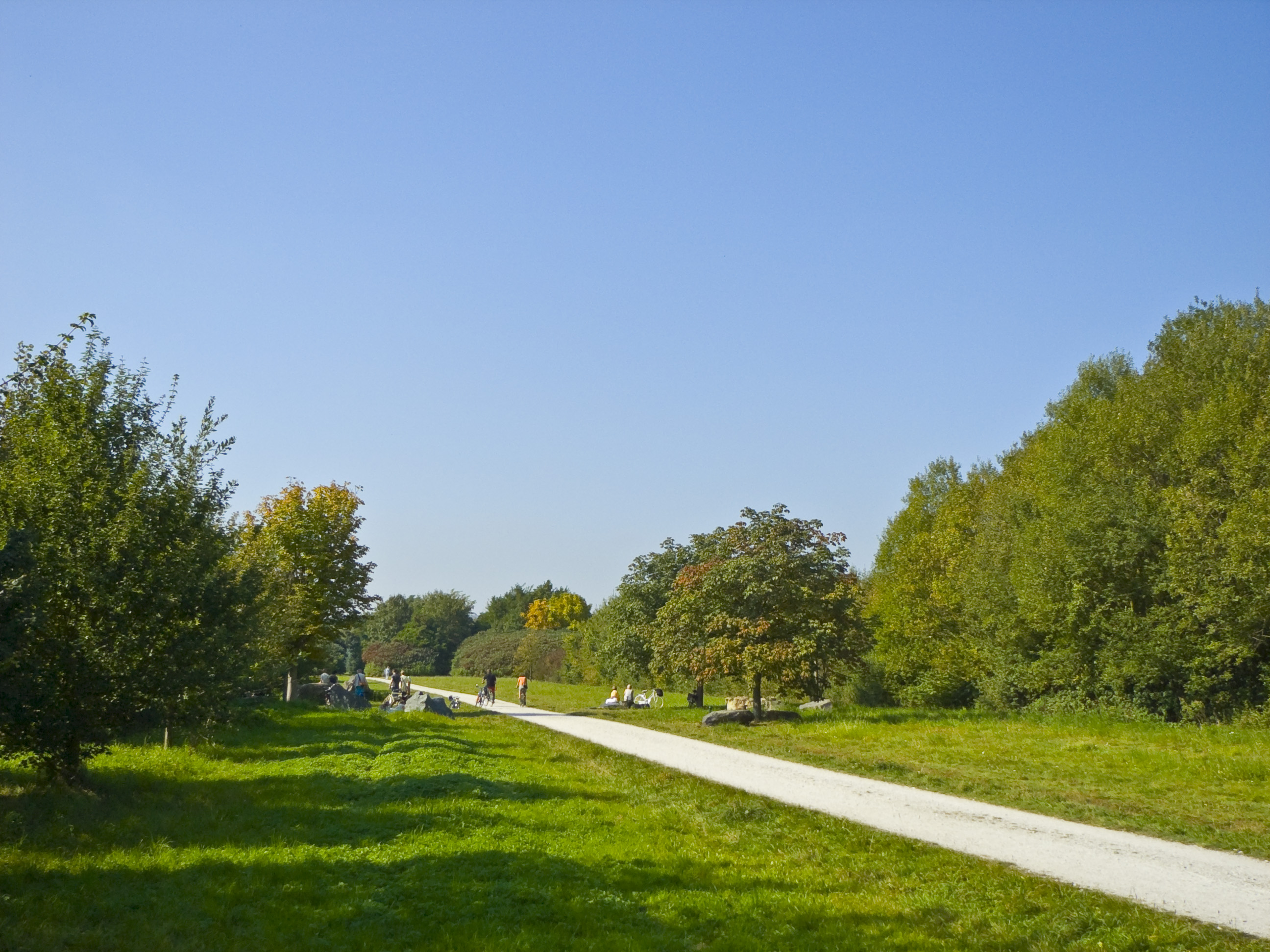
Das Arboretum Main-Taunus

In Schwalbach am Taunus stehen mittlerweile Flächen von 18,5 Hektar unter Natur- und Landschaftsschutz. Nahezu dreiviertel dieser Flächen sind Wiesen, zum Beispiel Streuobst- und Bachuferwiesen, der Rest Feldgehölze und Uferwälder. Der Schwalbacher Wald ist Bannwald und untersteht damit – ebenso wie das Arboretum – größtmöglichem Schutz.

### Arboretum Main-Taunus
Im rund 75 Hektar großen Arboretum Main-Taunus wachsen rund 600 verschiedene Baum- und Straucharten. Während Baumparks üblicherweise aus einer Ansammlung einzelner Bäume bestehen – mit Namenschild und Herkunftsbezeichnung – hat das Land Hessen mit dem Arboretum einen ganz anderen Baumpark geschaffen. Hier werden verschiedene Waldgebiete der Erde jeweils durch eine Gruppe von Bäumen und Sträuchern repräsentiert, so, wie sie als Wald auch in der Natur vorkommen. Außerdem umgibt das Arboretum den ehemaligen Stützpunkt der USA: „Camp Phönix“.

### Nachbargemeinden
Schwalbach grenzt im Norden an die Städte Königstein im Taunus und Kronberg im Taunus (beide Hochtaunuskreis), im Osten an die Stadt Eschborn, im Süden an die kreisfreie Stadt Frankfurt am Main sowie im Westen an die Gemeinde Sulzbach (Taunus) und die Stadt Bad Soden am Taunus.

## Geschichte

Schwalbach um 1670

### Frühe Besiedlung
Der historische Ortskern war, wie Ausgrabungen Anfang der 1960er-Jahre ergaben, bereits in jungsteinzeitlicher, römischer und merowingischer Zeit besiedelt. Ein sichtbares Zeugnis dieser frühzeitlichen Besiedlung ist der 1906 gefundene römische Viergötterstein, welcher die Basis einer Jupitersäule bildete. Daher konnte man schließen, dass sich auf diesem Gebiet eine antike römische Villa rustica befand. 1983 entdeckten Archäologen 700 m entfernt vom Fundort des Steines auf der Baustelle des Schwimmbads weitere Überreste dieses Bauwerks.
Auch Spuren von Franken wurden bereits in Schwalbach gefunden. Man fand beim Bau eines Hauses im heutigen Gärtnerweg eine „Franziska (Waffe)“. Dabei handelt es sich um bei den Franken gebräuchliche Streitaxt. Daher vermutet man, dass es sich hierbei um eine alte Grabstätte handelt.

### Mittelalter

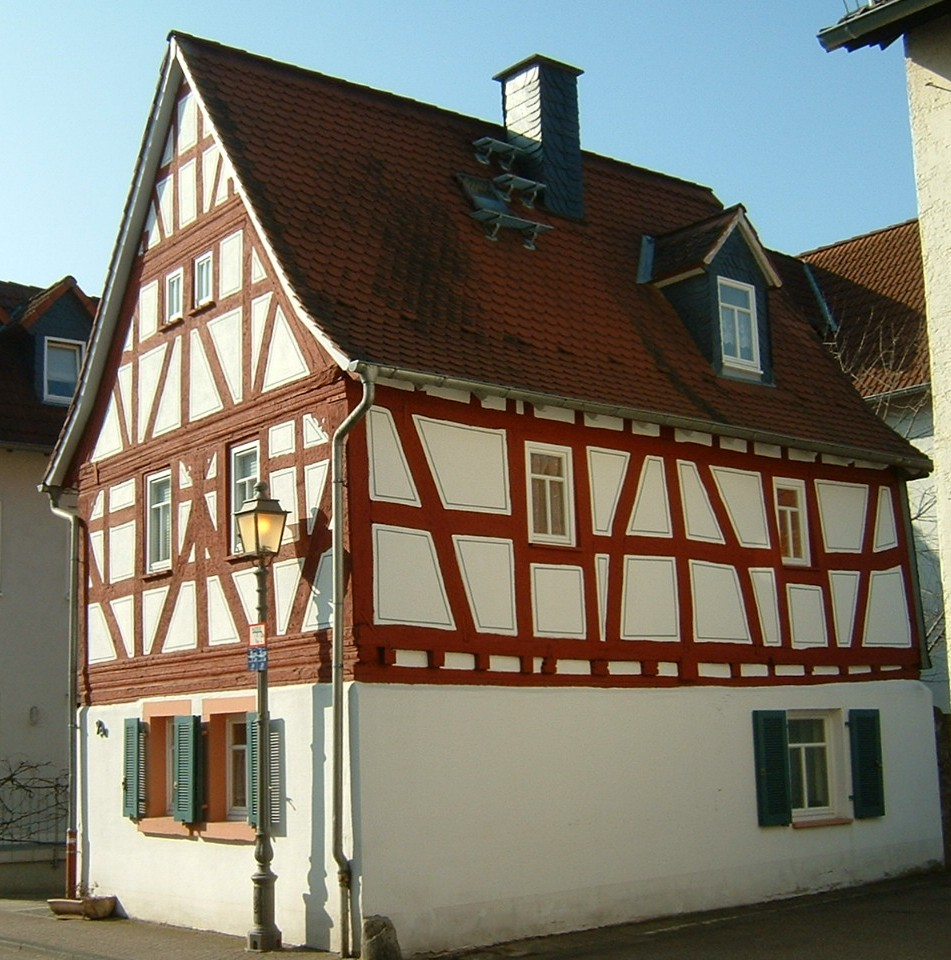
Ein altes Fachwerkhaus in der Taunusstraße

Wie in den meisten anderen „-bach“-Orten der Umgebung erfolgte die eigentliche Dorfgründung in karolingischer Zeit. Die erste erhaltene Erwähnung eines villa Sualebach stammt aus einer Schenkungsurkunde an das Kloster Lorsch aus dem Jahr 781. Dabei schenkte Starcfrit dem Kloster 70 Joch Acker, Land und Wiesen. Weitere Belege des Dorfes Schwalbachs stammen aus den folgenden Jahren von 782 bis 789. In einer Urkunde aus dem Jahre 782 taucht der Name Sulbach auf. Schwalbach blieb jahrhundertelang ein bäuerlich geprägtes Dorf mit 200 bis 300 Einwohnern. Der früheste Beleg des Namens von Schwalbach stammt aus dem Jahr 1237. Dabei wurde ein gewisser Herr namens Hartmut von Schwalbach als Zeuge für einen Prozess geladen.
Seit dem 13. Jahrhundert stand das Dorf Schwalbach ebenfalls unter der Herrschaft eines Vogtes, welcher seinen Sitz in der Burg Schwalbach hatte. Des Weiteren wurde im gleichen Jahrhundert eine erste Kirche in Schwalbach erbaut. Man kann jedoch nicht genau festlegen, wann sie gebaut wurde. Die erste Erwähnung dieser Kirche stammt aus dem Jahre 1285, welche am alten Friedhof stand. 1439 verlor das Dorf Schwalbach seine Burgrechte gegenüber Frankfurt. Dadurch stand es nicht mehr unter dem Schutz der freien Reichsstadt. Bis 1535 unterstand das Dorf unter der Herrschaft der Eppsteiner. Nach deren Aussterben kam Schwalbach an die Stolberger. Graf Ludwig zu Stolberg bekannte sich zum protestantischen Glauben und änderte somit die kirchlichen Verhältnisse in seinem Land, womit auch Schwalbach protestantisch wurde. Nach dessen Tod im Jahre 1574 trat sein Bruder Christoph von Stolberg die Nachfolge an. 1581 kam es zum gewaltsamen Rechtsstreit zwischen den Stolbergern und Kurmainz um den Anspruch auf das Land. Die Kurmainzer Truppen belagerten die Burg Königstein und zwangen so den Grafen Albrecht-Georg, bereits der zweite Nachfolger von Ludwig von Stolberg, zur Aufgabe. Jedoch konnte zunächst der evangelische Glaube bestehen bleiben.

### Frühe Neuzeit

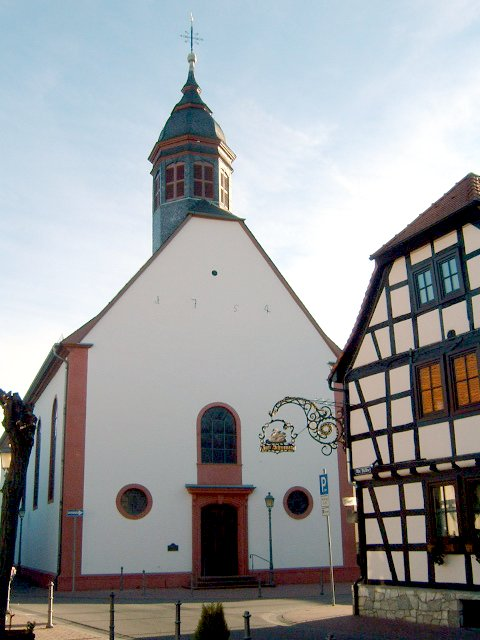
St.-Pankratius-Kirche

Erst unter Kurfürst Johann Adam von Bicken wurde dies geändert. Dieser strebte die Rückkehr zum katholischen Glauben im ganzen Land an. Im August 1604 wurde somit der katholische Glaube wieder in Schwalbach eingeführt. Im Dreißigjährigen Krieg konnten sich zeitweise die Stolberger wieder etablieren, jedoch änderte sich nichts an den Schwalbacher Verhältnissen. Am 20. Juni 1622 standen sich bei Höchst die Truppen von Feldherrn Tilly und von Herzog Christian von Braunschweig gegenüber. Beim Rückzug der Truppen von Herzog Christian von Braunschweig wurden viele Dörfer im Vordertaunus, wie Bad Soden, Sulzbach und auch Schwalbach, zerstört. Dabei wurde auch die Schwalbacher Burg weitestgehend in Mitleidenschaft gezogen. 1635 kam Schwalbach unter die Herrschaft der Herren von Königstein, die ihrerseits zum Kurfürstentum Mainz gehörten. Die eingesetzten Vögte hatten in der Burg Schwalbach einen lokalen Sitz. Bis 1660 wurde die Burg dann wieder aufgebaut und konnte wieder als Amtssitz der kurmainzischen Schultheißen dienen. Im Jahr 1668 zählte Schwalbach 174 Einwohner, welche in 48 Wohnhäusern untergebracht waren. Mitte des 18. Jahrhunderts, in den Jahren 1754 bis 1756, wurde die St.-Pankratius-Kirche erbaut. 1792 wurde in Schwalbach, in der Nähe des alten Rathauses, eine Schule erbaut.

### 19. Jahrhundert

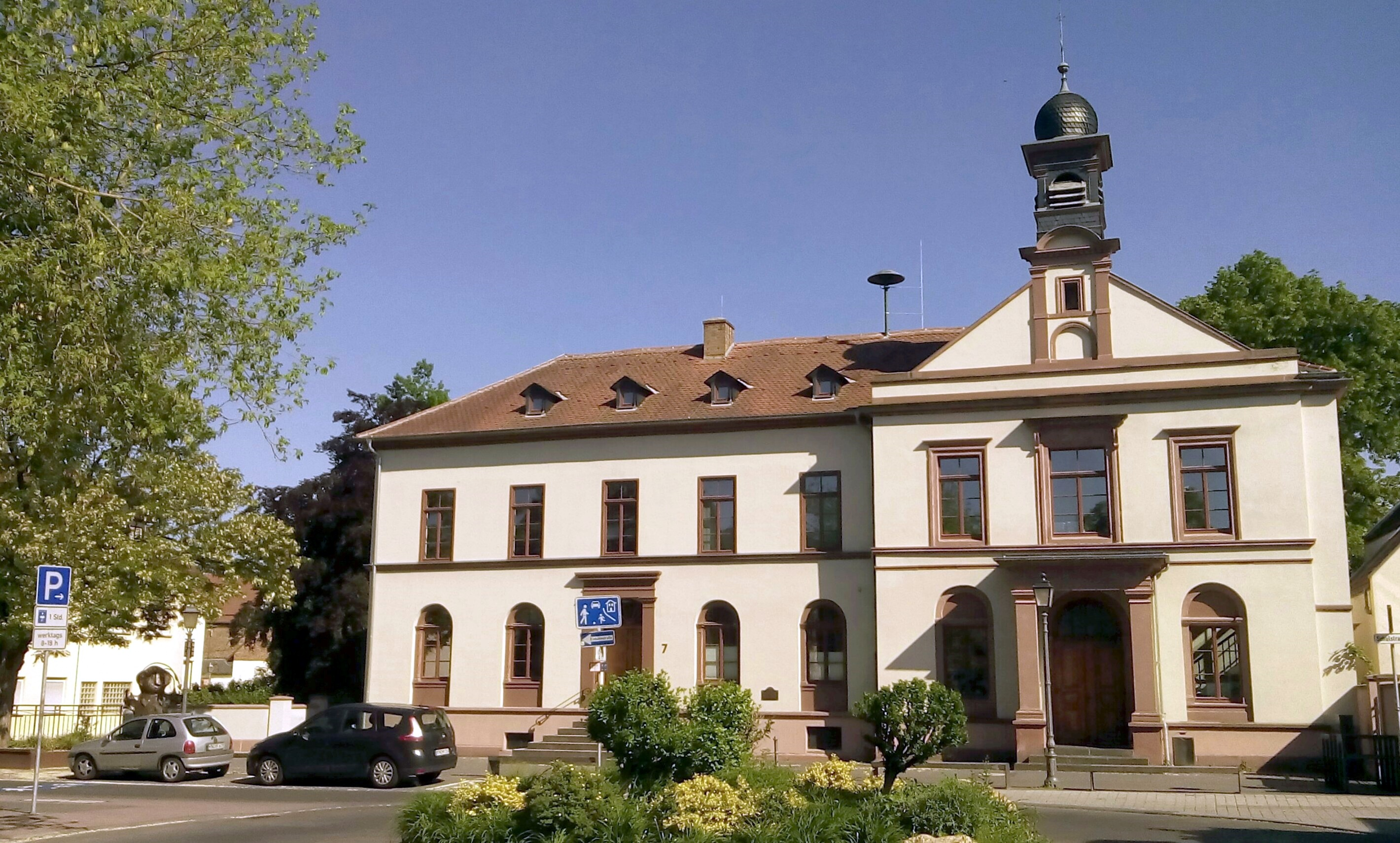
Das alte Schulgebäude von 1835

Bis zum Jahr 1806 gehörte das Dorf weiterhin zum Gebiet von Kurmainz. Nach dessen Auflösung kam Schwalbach an das Herzogtum Nassau. Dadurch wurde die Leibeigenschaft der Bauern aufgelöst. Zwischen den Jahren 1795 und 1812 entstanden für Schwalbach Kriegskosten. Zunächst forderten die preußischen Truppen ihren Tribut, dann ab 1797 die französischen Truppen. Insgesamt entstanden bis 1812 Kosten von bis zu 6800 Gulden. Bis 1835 stieg die Bevölkerungszahl auf 622 Menschen. Dadurch wurde auch mehr Platz im Schulgebäude benötigt. 1833 begann man mit dem Bau eines ganz neuen Schulgebäudes außerhalb des Dorfes auf der sogenannten „Rothen Wiese“. 1835 konnte der Bau abgeschlossen werden. 1843 hatte Schwalbach 703 Einwohner.
Nach der Annexion des Herzogtums Nassau durch Preußen 1866 kam Schwalbach in die preußische Provinz Hessen-Nassau und dort in den Obertaunuskreis. Bei der Volkszählung 1865 registrierte man 933 Dorfbewohner.
1897 erhielt das Schulgebäude sein heutiges Aussehen. Dabei wurde der rechte Flügel mit dem Glockentürmchen errichtet. Pünktlich zur Jahrhundertwende wurde die Kirche im Ortskern renoviert. Im Zuge der Industrialisierung, ab den 1870er Jahren, änderte sich die Schwalbacher Wirtschaftsstruktur. Während der Ort bisher fast ausschließlich von der Landwirtschaft lebte, fanden nun viele Schwalbacher in den benachbarten Städten Rödelheim, Bockenheim oder Höchst am Main als Arbeiter in den entstehenden Fabriken ihr Auskommen.

### 20. Jahrhundert

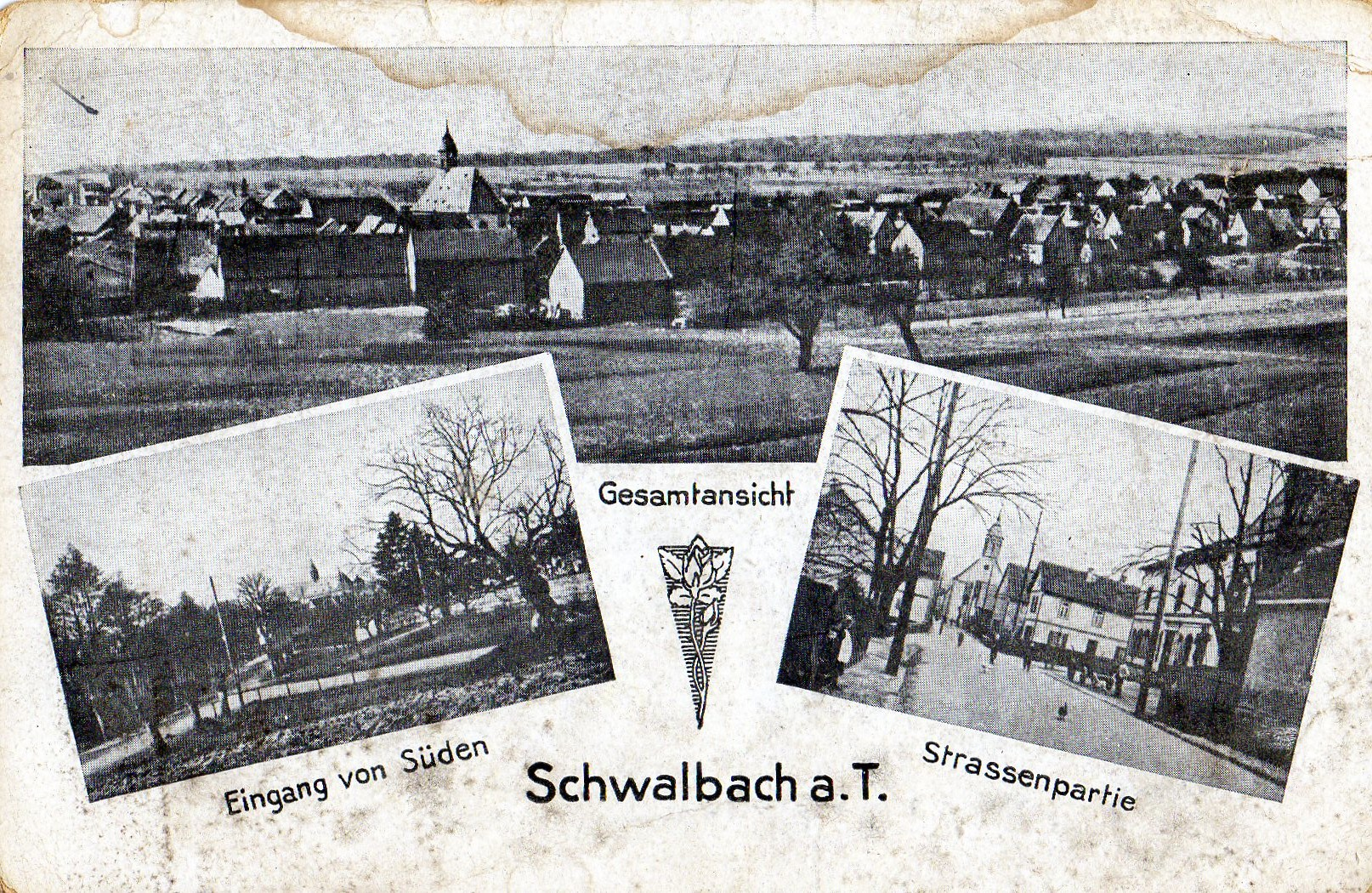
Alte Ansicht von 1920

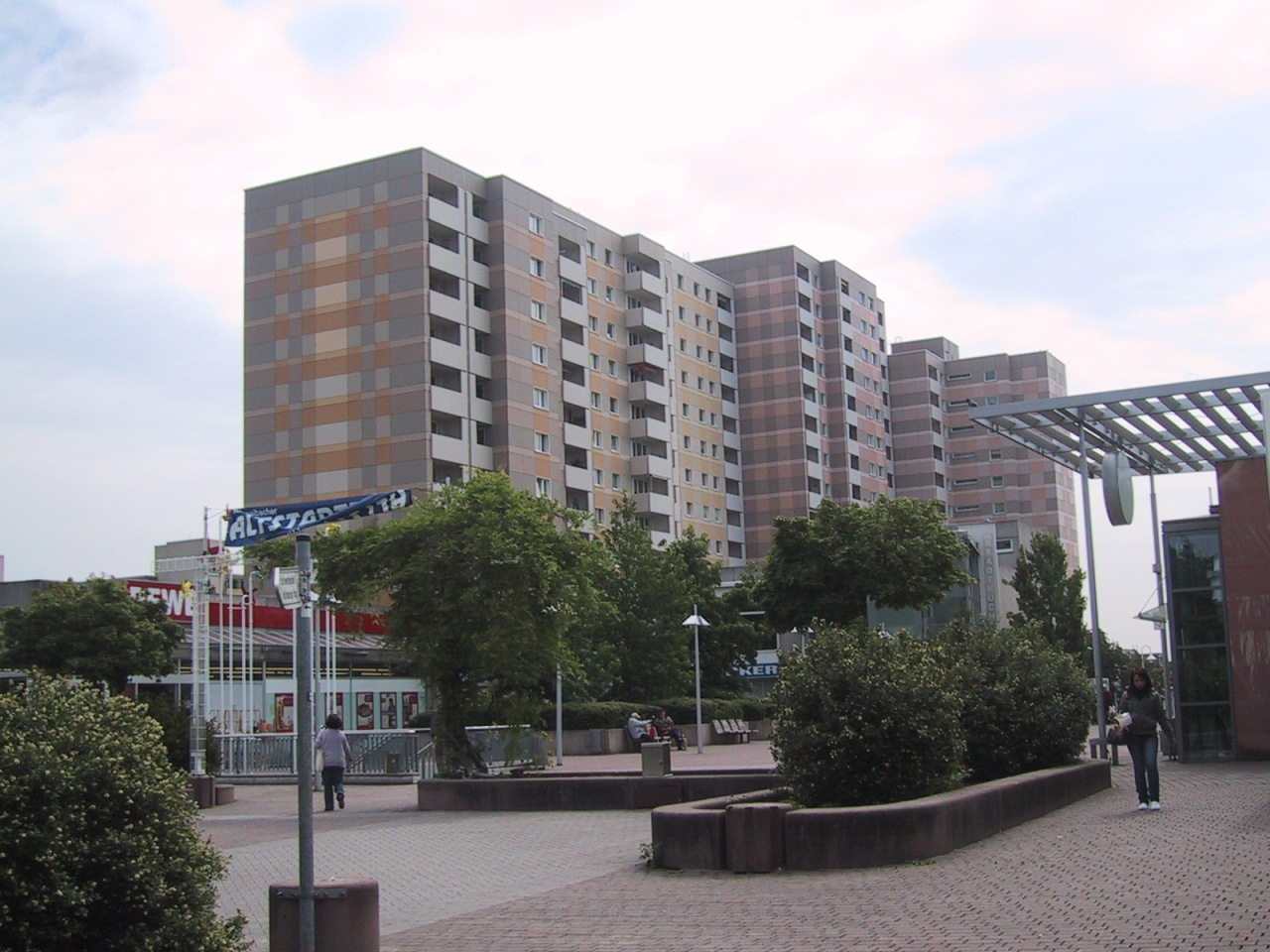
Der Marktplatz in der Limesstadt

Während des Ersten Weltkrieges musste Schwalbach drei seiner vier Glocken zur Metallspende abgeben. 1920 wurde der „Bau- und Siedlungsverein“ gegründet. Dieser plante die erste moderne Bausiedlung in Schwalbach auf der großen Rohrwiese. 1924 waren die ersten Häuser fertiggestellt. Aufgrund der erweiterten wirtschaftlichen Basis steigt, wie überall im Vordertaunus, auch die Einwohnerzahl. 1925 hatte Schwalbach 1500 Einwohner. 1928 wurde die Gemeinde Schwalbach Teil des neu gegründeten Main-Taunus-Kreises mit Sitz in Höchst am Main. 1930 bekam Schwalbach seinen amtlichen Namen Schwalbach am Taunus.
Im Zweiten Weltkrieg wurde auch Schwalbach Ziel von alliierten Bombern. Viermal wurde die Gemeinde davon heimgesucht. Allein am 25. September 1944, dem schwersten Angriff, starben 24 Menschen und 14 Häuser wurden vollkommen zerstört. Dabei wurde auch das Wasserhaus, gegenüber der alten Schule, zerstört, wodurch die Wasserversorgung im Dorf zusammenbrach. Insgesamt fielen 143 Schwalbacher Soldaten im Krieg.
Der erste Bürgermeister nach dem Krieg war Peter Scherer von der SPD. Ab 1948 stellte die CDU den Bürgermeister. 1956 zählte Schwalbach 3300 Einwohner. Die Suburbanisierung führte in den 1960er und 1970er im ganzen Vordertaunus zu einem weiteren, noch stärkeren Wachstum der Einwohnerzahlen. Dies geschah in Schwalbach in extremer Form durch den Bau der vom Architekten Hans Bernhard Reichow geplanten Limesstadt, der zweitgrößten Großwohnsiedlung im Rhein-Main-Gebiet durch die Nassauische Heimstätte. Zum Zeitpunkt des Baubeginns hatte Schwalbach rund 4000 Einwohner, die neue Siedlung war für 10.000 Menschen konzipiert. Die Limesstadt machte aus der kleinen Vordertaunusgemeinde eine moderne Vorstadt am Rande der Metropole Frankfurt. 1970 wurde die Limesbahn von Bundesverkehrsminister Georg Leber eröffnet.
Am 14. April 1970 wurde der Gemeinde Schwalbach a. Ts. durch die Hessische Landesregierung das Recht zur Führung der Bezeichnung Stadt verliehen.
Während der Gebietsreform in Hessen 1972 bis 1977 konnte das stark angewachsene Schwalbach seine Eigenständigkeit erhalten. 1978 erhielt die Stadt Anschluss an das neue Frankfurter S-Bahn-Netz. 1981 feierte die Stadt ihr 1200-Jahr-Jubiläum. Seit den 1990er-Jahren entwickelte sich der Wohnvorort auch zu einem wichtigen Gewerbestandort, vor allem als Deutschlandsitz ausländischer Großkonzerne.

### 21. Jahrhundert
2003 wurden vorwiegend in Schwalbach Diskussionen über eine freiwillige Gemeindefusion mit den Nachbarkommunen Eschborn, Sulzbach und Bad Soden sowie Steinbach (Hochtaunuskreis) geführt, die jedoch nicht in die Tat umgesetzt wurde. Die Bürgermeister der genannten, städtebaulich verwachsenen Kommunen verständigten sich stattdessen auf das Ziel einer engeren Kooperation ihrer Verwaltungen. Größere gemeinsame Projekte stehen bislang noch aus.
2009 gründete sich anlässlich des fünfzigjährigen Jubiläums des Wettbewerbs um den Bau der Limesstadt die Hans-Bernhard-Reichow-Gesellschaft. Verantwortlich hierfür zeichneten sich u. a. die Architekturhistorikerin Sabine Brinitzer und die damalige Bürgermeisterin Schwalbachs, Christiane Augsburger, die in der Folge auch über viele Jahre den Vorsitz innehatten. Es handelt sich um einen eingetragenen Verein, der sich der Erforschung und des Erhalts des städtebaulichen Werks Reichows sowie der Vermittlung architektonischen und kulturellen Wissens verschrieben hat. Zugleich soll die mittlerweile nach Sennestadt verzogene Einrichtung gemeinsame Projekte zwischen den von Reichow geplanten Siedlungen und Ortschaften organisieren und so die Kooperation dieser Gemeinden fördern.

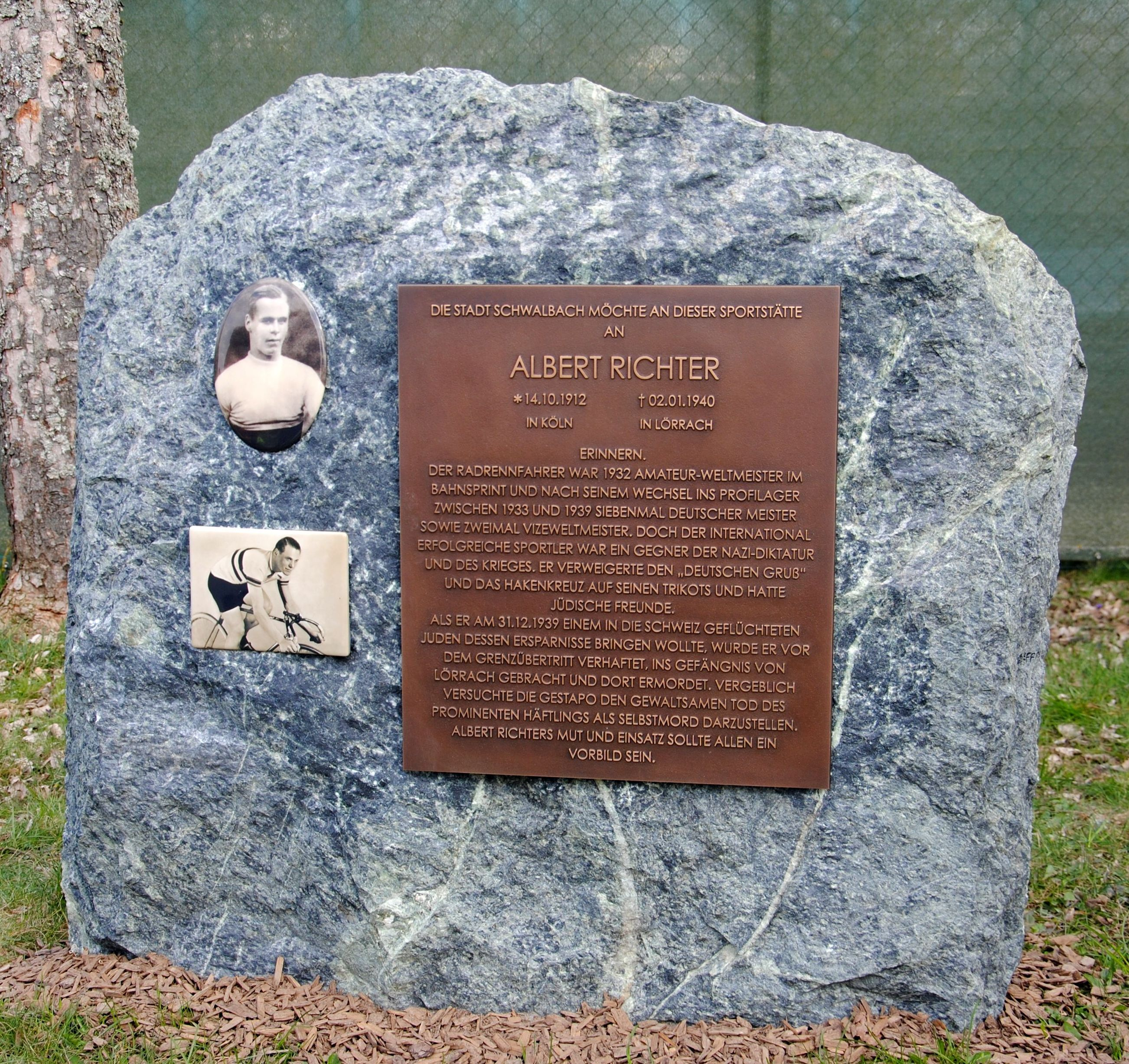
Gedenkstein für Albert Richter (2021)

Im Januar 2020 wurde auf Initiative der Stadtverordneten Claudia Ludwig ein Weg nach dem Kölner Radsportler Albert Richter benannt, der in der Zeit des Nationalsozialismus aus politischen Gründen getötet wurde. Am 3. April 2022 wurde dort ein Gedenkstein für ihn enthüllt.
2021 schaffte es Schwalbach mit einem Invest von 19 Millionen Euro durch risikobehaftete Anlagen bei der inzwischen insolventen Greensill-Bank ins Schwarzbuch des Steuerzahlerbunds.

## Politik
Schwalbach wurde von 1988 bis 2006 von einer Koalition aus SPD, FDP und Unabhängiger Liste (UL) regiert. Seit der Kommunalwahl 2006 haben CDU und B90/Grüne eine Koalition in der Stadtverordnetenversammlung geschlossen. Im Jahr 2008 wurde Christiane Augsburger (SPD) erstmals zur Bürgermeisterin gewählt und 2014 in ihrem Amt bestätigt.

### Stadtverordnetenversammlung
Die Kommunalwahl am 14. März 2021 lieferte folgendes Ergebnis, in Vergleich gesetzt zu früheren Kommunalwahlen:
| Sitzverteilung in der Stadtverordnetenversammlung 2021Insgesamt 37 Sitze - SPD: 13 - Grüne: 8 - EULE: 1 - FDP: 4 - CDU: 11 | Parteien und Wählergemeinschaften | Parteien und Wählergemeinschaften           | 2021  | 2021  | 2016  | 2016  | 2011  | 2011  | 2006  | 2006  | 2001  | 2001  |
| Sitzverteilung in der Stadtverordnetenversammlung 2021Insgesamt 37 Sitze - SPD: 13 - Grüne: 8 - EULE: 1 - FDP: 4 - CDU: 11 | Parteien und Wählergemeinschaften | Parteien und Wählergemeinschaften           | %     | Sitze | %     | Sitze | %     | Sitze | %     | Sitze | %     | Sitze |
| Sitzverteilung in der Stadtverordnetenversammlung 2021Insgesamt 37 Sitze - SPD: 13 - Grüne: 8 - EULE: 1 - FDP: 4 - CDU: 11 | SPD                               | Sozialdemokratische Partei Deutschlands     | 35,8  | 13    | 40,9  | 15    | 35,6  | 13    | 28,3  | 11    | 36,0  | 13    |
| Sitzverteilung in der Stadtverordnetenversammlung 2021Insgesamt 37 Sitze - SPD: 13 - Grüne: 8 - EULE: 1 - FDP: 4 - CDU: 11 | CDU                               | Christlich Demokratische Union Deutschlands | 29,9  | 11    | 31,9  | 12    | 38,2  | 14    | 48,0  | 18    | 39,0  | 15    |
| Sitzverteilung in der Stadtverordnetenversammlung 2021Insgesamt 37 Sitze - SPD: 13 - Grüne: 8 - EULE: 1 - FDP: 4 - CDU: 11 | Grüne                             | Bündnis 90/Die Grünen                       | 21,4  | 8     | 14,7  | 5     | 15,7  | 6     | 9,1   | 3     | 9,1   | 3     |
| Sitzverteilung in der Stadtverordnetenversammlung 2021Insgesamt 37 Sitze - SPD: 13 - Grüne: 8 - EULE: 1 - FDP: 4 - CDU: 11 | FDP                               | Freie Demokratische Partei                  | 9,9   | 4     | 9,7   | 4     | 5,5   | 2     | 8,3   | 3     | 9,7   | 4     |
| Sitzverteilung in der Stadtverordnetenversammlung 2021Insgesamt 37 Sitze - SPD: 13 - Grüne: 8 - EULE: 1 - FDP: 4 - CDU: 11 | EULE                              | Die Eulen                                   | 3,0   | 1     | 2,8   | 1     | –     | –     | –     | –     | –     | –     |
| Sitzverteilung in der Stadtverordnetenversammlung 2021Insgesamt 37 Sitze - SPD: 13 - Grüne: 8 - EULE: 1 - FDP: 4 - CDU: 11 | UL                                | Unabhängige Liste                           | –     | –     | –     | –     | 5,0   | 2     | 6,3   | 2     | 6,2   | 2     |
| Sitzverteilung in der Stadtverordnetenversammlung 2021Insgesamt 37 Sitze - SPD: 13 - Grüne: 8 - EULE: 1 - FDP: 4 - CDU: 11 | Gesamt                            | Gesamt                                      | 100,0 | 37    | 100,0 | 37    | 100,0 | 37    | 100,0 | 37    | 100,0 | 37    |
| Sitzverteilung in der Stadtverordnetenversammlung 2021Insgesamt 37 Sitze - SPD: 13 - Grüne: 8 - EULE: 1 - FDP: 4 - CDU: 11 | Wahlbeteiligung in Prozent        | Wahlbeteiligung in Prozent                  | 50,9  | 50,9  | 50,7  | 50,7  | 49,2  | 49,2  | 46,0  | 46,0  | 50,8  | 50,8  |

### Bürgermeister
Nach der hessischen Kommunalverfassung wird der Bürgermeister für eine sechsjährige Amtszeit gewählt, seit dem Jahr 1993 in einer Direktwahl, und ist Vorsitzender des Magistrats, dem in der Stadt Schwalbach am Taunus neben dem Bürgermeister hauptamtlich ein Erster Stadtrat und ehrenamtlich zehn weitere Stadträte angehören. Bürgermeister ist seit dem 7. Juni 2020 Alexander Immisch (SPD). Er wurde als Nachfolger von Christiane Augsburger (SPD), die nach zwei Amtszeiten nicht wieder kandidiert hatte, am 15. März 2020 in einer Stichwahl bei 47,1 Prozent Wahlbeteiligung mit 54,3 Prozent der Stimmen gewählt.
Amtszeiten der Bürgermeister
- 2020–2026 Alexander Immisch (SPD)[21]
- 2008–2020 Christiane Augsburger (SPD)[22]
- 2002–2008 Roland Seel (CDU)
- 1988–2002 Horst Faeser (SPD) (1942–2003)[26]
- 1982–1988 Rüdiger Glatzel (CDU)
- 1976–1982 Roland Petri (SPD)
- 1958–1975 Hugo Lietzow (SPD)
- 1952–1958 Julius Hemmerle (CDU)
- 1948–1952 Peter Fink (CDU)
- 1946–1948 Peter Scherer (SPD)
- 1946 Hans Rühl
- 1945–1946 Philipp Kilb
- 1943–1945 Fritz Wegstein
- 1934–1943 Georg Kießer
- 1930–1934 Philipp Kilb
- 1913–1930 Peter Nikolaus Specht
- 1913 August Freund (geschäftsführend)
- 1906–1913 Peter Weil
- 1894–1905 Melchior Kilb
- 1873–1893 N.N. Weil
- 1848–1872 Johann Scherer

### Ausländerbeirat
Der Ausländerbeirat der Stadt Schwalbach am Taunus besteht aus fünf Mitgliedern. Ein ehrenamtlicher Stadtrat ist als ständiger Vertreter des Magistrats bei den Sitzungen anwesend.

### Hoheitszeichen
Als Hoheitszeichen führt die Stadt Schwalbach am Taunus ein Siegel, ein Wappen und eine Flagge. Ferner verwendet die Stadt ein Logo. Von 2002 bis 2014 wurde ein Stadtlogo mit zwei stilisierten grünen Bögen geführt, die an den Taunus erinnern sollten.
| Wappen der Stadt Schwalbach am Taunus | Blasonierung: „In Gold ein aufrechter schwarzer Schwalbenschwanz, darüber ein sechsstrahliger roter Stern.“ |
| Wappen der Stadt Schwalbach am Taunus | Wappenbegründung: Das Wappen wurde in seiner heutigen Grundgestaltung 1953 offiziell verliehen und geht auf die seit 1725 auf Grenzsteinen der Dorfmark und Gerichtssiegeln vorgefundenen Schwalbenschwänze und Schwalbenschwingen zurück. Dass das Wappen ursprünglich den Y-förmigen Zusammenfluss von Waldbach und Sauerbornsbach zum Schwalbach zeigte, gilt als Fehldeutung. Der Stern findet sich seit 1804 im Wappen. |

### Städtepartnerschaften

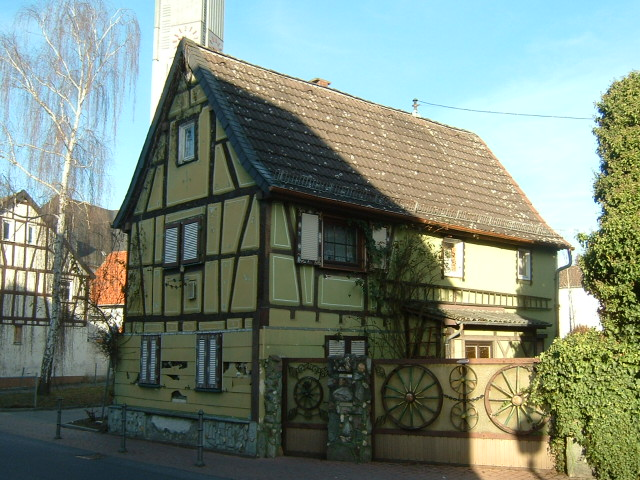
Haus in der Schwalbacher Altstadt

Schwalbach unterhält partnerschaftliche Beziehungen zu
- Avrillé (Frankreich), seit 1978
- Yarm (Vereinigtes Königreich), seit 1995
- Olkusz (Polen), seit 1997
- Schkopau (Deutschland), seit 1993.

Die Stadt Schwalbach pflegt zudem freundschaftliche Beziehungen zu Tarrafal, Republik Kap Verde.

## Kultur, Religion und Sehenswürdigkeiten

### Bauwerke

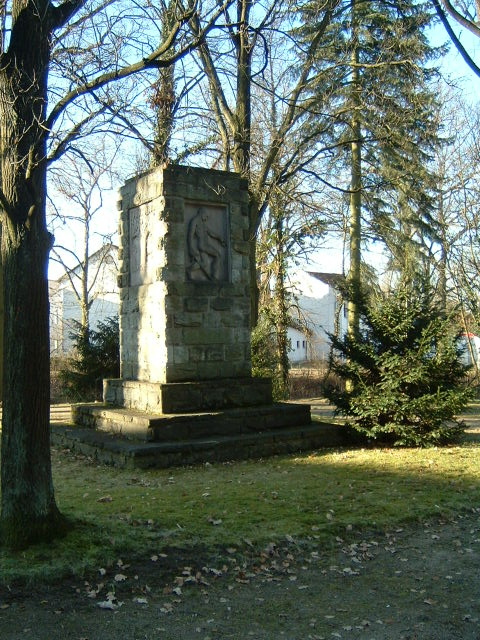
Ehrenmal

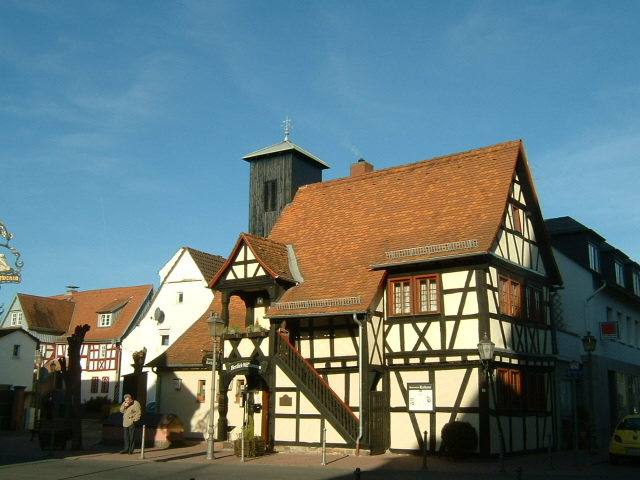
Altes Fachwerkrathaus

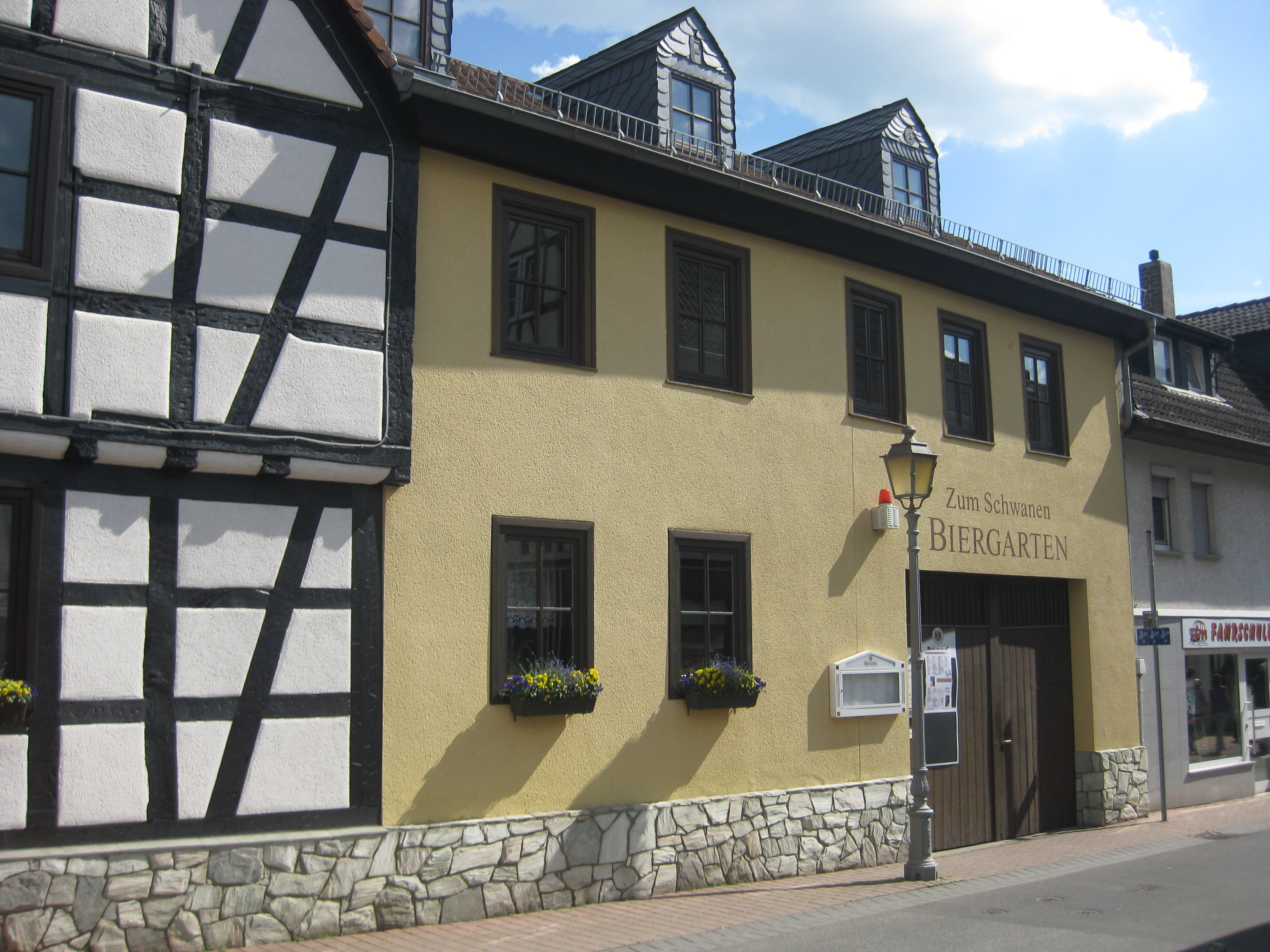
Gasthaus zum Schwanen

#### Altes Rathaus
Das historische Fachwerkrathaus der Stadt im alten Ortskern ist das Wahrzeichen der Stadt. Es wurde um 1700 erbaut und zu Beginn der 1980er renoviert. Heute befindet sich in dem Gebäude eine Gaststätte.

#### Ehrenmal
Das Schwalbacher Ehrenmal an der Eschborner Straße erinnert an die Gefallenen des Ersten Weltkriegs und wurde im Jahre 1923 fertiggestellt. Der Kostenvoranschlag belief sich damals auf 17.400 Reichsmark. Infolge der Inflation kostete es schließlich einige hunderttausend Reichsmark. Allein für den Guss der Platten entstanden Kosten von 200.000 Reichsmark. Die zur Errichtung des Ehrenmals ins Leben gerufene Gedenksteinkommission musste bis zur Fertigstellung insgesamt 46-mal tagen. Nach dem Zweiten Weltkrieg wurden zusätzliche Platten angebracht, um der Gefallenen und Opfer des Zweiten Weltkrieges zu gedenken.

#### Gasthäuser „Mutter Krauss“ und „Zum Schwanen“

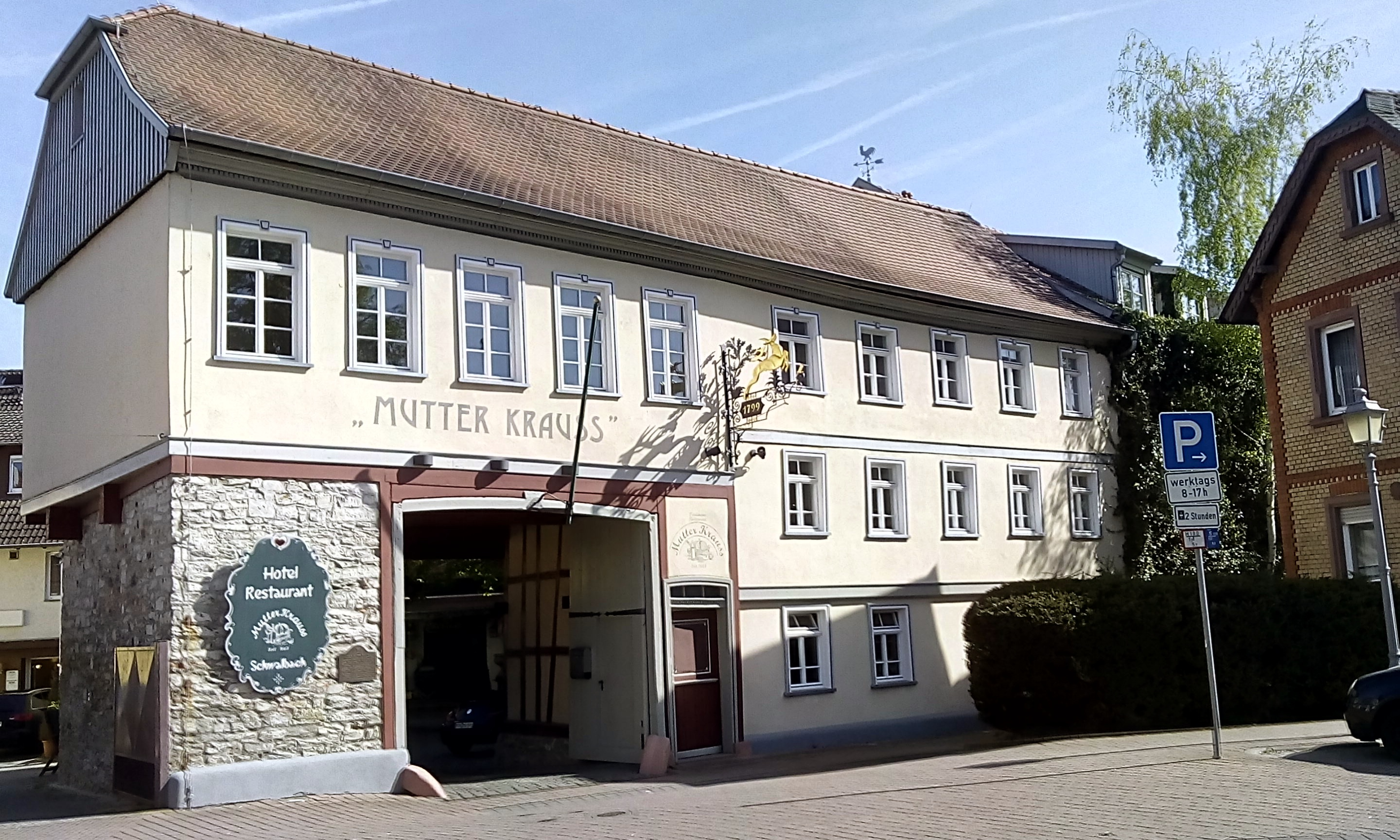
Der Gasthof Mutter Krauss in der Altstadt von Schwalbach.

Die Mutter Krauss war ein weit über die Grenzen der Stadt bekannter Gasthof. Das nahegelegene historische Gasthaus Zum Schwanen ist bereits seit 1668 urkundlich nachgewiesen. Der Fachwerkbau besitzt eine in dieser Form in Hessen selten anzutreffende Bauweise.

#### Limesstadt
Die Limesstadt ist eine 1962 bis 1973 durch die Nassauische Heimstätte errichtete Großwohnsiedlung für seinerzeit rund 10.000 Einwohner, deren Bau Schwalbachs Einwohnerzahl mehr als verdoppelte. Bei dieser städtebaulichen Erweiterung hatte es zuvor einen Wettbewerb gegeben, den der bekannte Architekt Hans Bernhard Reichow mit seinem organischen Stadtbaukonzept für sich entscheiden konnte. Die Errichtung der Limesstadt wurde maßgeblich von Frankfurt unterstützt. Hier befindet sich heute der moderne Mittelpunkt der Stadt, der Marktplatz sowie der zentrale S-Bahnhof Schwalbach (Taunus) Limes.
In Anlehnung an das fünfzigjährige Jubiläum dieses Wettbewerbs um den Bau der Wohnsiedlung war u. a. von der damaligen Bürgermeisterin Schwalbachs, Christiane Augsburger, 2009 die Hans-Bernhard-Reichow-Gesellschaft als Verein gegründet worden.
Im Anschluss an die Limesstadt befindet sich das Einkaufszentrum Limes mit der gleichnamigen S-Bahnstation und dem Rat- und Bürgerhaus am Marktplatz.

#### Schwalbacher Burg
Die Überreste der Schwalbacher Burg (erstmals urkundlich erwähnt im Jahre 1345) wurden um 1960 geschleift, um Platz für einen Baumarkt (heute: Gelände der ehemaligen Firma Moos) zu schaffen. Im Jahre 1213 traten erstmals die Ritter von Schwalbach (Henricus de Swalebach und sein Bruder Hartmudus) in einer Schenkungsurkunde an das Kloster Eberbach auf. Johann von Schwalbach ist als Vogt ab 1242 nachgewiesen. Die Familie von Schwalbach starb hier 1569 im Mannesstamm aus.

#### St.-Pankratius-Kirche
Die St.-Pankratius-Kirche ist eine katholische Kirche in der Altstadt. Sie wurde zwischen 1754 und 1756 erbaut und ist dem heiligen Pankratius geweiht.

#### Katholiken
Mit Stand 2016 gab es mehr als 3.900 Katholiken und damit ca. 26 % der Stadtbevölkerung. Ende 2020 gab es 3.597 Katholiken (23,5 %) bei insgesamt zirka 15.300 Einwohnern.

#### Viergötterstein

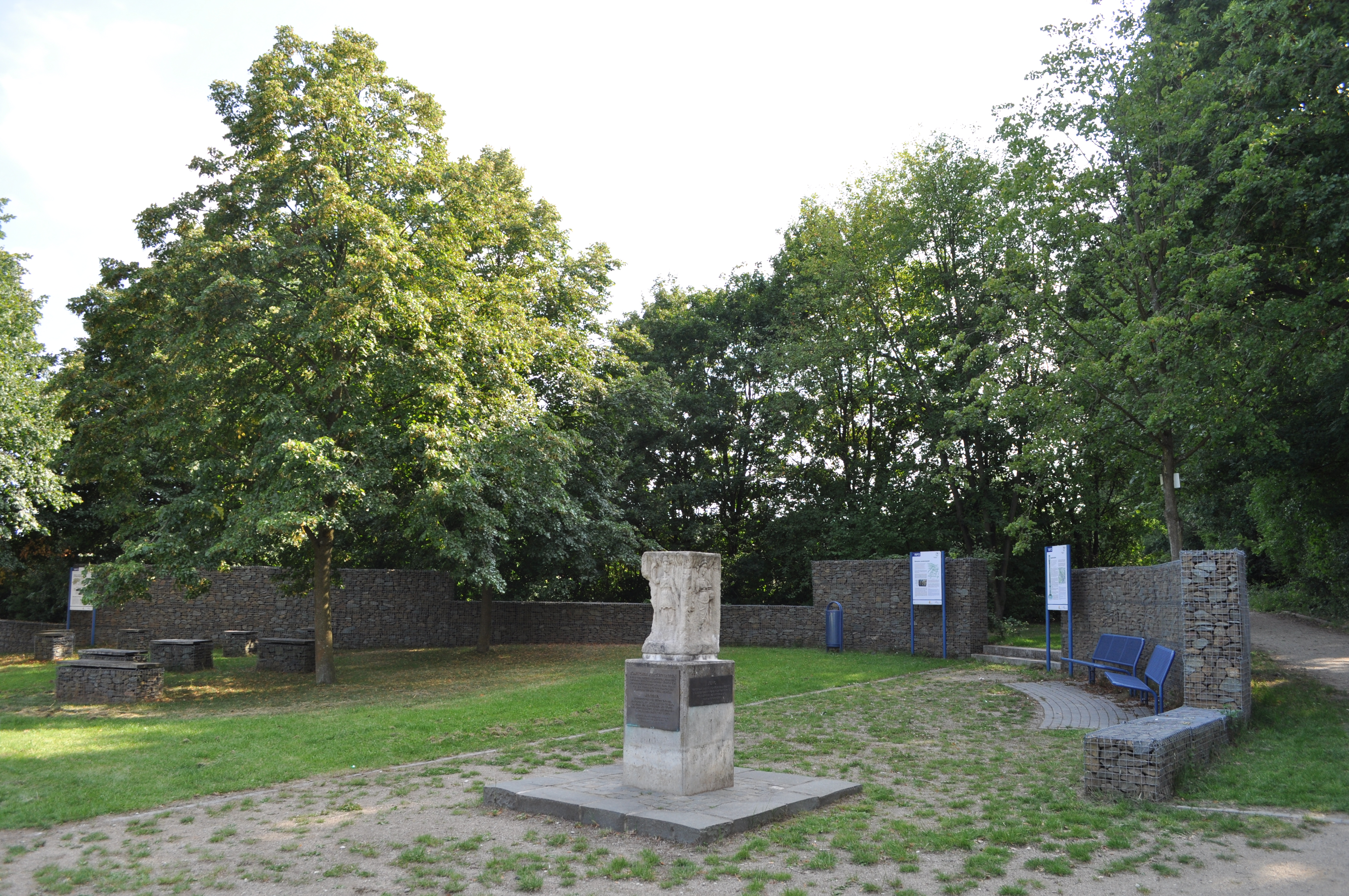
Viergötterstein

Neben dem Waldfriedhof, nördlich der Limesstadt in der Nähe des Ostrings, befindet sich der Viergötterstein. Dieser Stein ist eine originalgetreue Nachbildung des 1906 in Schwalbach gefundenen Viergöttersteins. Die damalige Fundstelle befindet sich etwa 400 Meter abseits des heutigen Standortes. Der Stein wurde 1981 durch den Verschönerungsverein aufgestellt. Der Platz rund um den Stein wird von einer geschwungenen Mauer aus Gabionen eingefasst.
Auf dem Friedhof befindet sich eine architektonisch bedeutsame Trauerhalle, gestaltet von Helmut Hofmann.

## Wirtschaft und Infrastruktur

### Wirtschaftsstruktur
Nicht zuletzt angeregt durch den Erfolg der Nachbargemeinde Eschborn, die mehr Arbeitsplätze als Einwohner zählt, konnte sich auch Schwalbach als suburbaner Standort im Frankfurter Westen etablieren. Mehrere Deutschland- oder Europazentralen ausländischer Unternehmen haben ihren Sitz in Schwalbach. Zuletzt übten 76 Prozent der sozialversicherungspflichtig Beschäftigten in Schwalbach am Taunus Dienstleistungstätigkeiten aus.

### Gewerbegebiete
Die meisten größeren Schwalbacher Unternehmen haben ihren Sitz in einem der beiden Gewerbegebiete. Ein drittes ist derzeit in der Entwicklung.
- Das Gewerbegebiet West liegt an der Stadtgrenze zu Sulzbach, an der Sulzbacher Straße.
- Das Gewerbegebiet Nord Am Kronberger Hang befindet sich an der Stadtgrenze zu Kronberg und Eschborn-Niederhöchstadt.
- Für die wirtschaftliche Zukunft von Schwalbach ist das 50 Hektar große Gewerbegebiet Camp Phönix-Park an der A 66 sehr wichtig. Es handelt sich um ein interkommunales Gewerbegebiet, das von den Städten Schwalbach und Eschborn gemeinsam entwickelt wurde. Die Erschließung des Gebietes ist seit 2007 vollendet.

Als Publikumsmagnet und größtes Unternehmen hat sich ein Möbelhaus hier angesiedelt. Auf der Schwalbacher Gemarkung des Camp Phönix-Parks ist bisher die Hopf Vertriebsgesellschaft mbH vertreten. Hier sind noch Flächen mit rund 40.000 Quadratmeter frei.

### Ansässige Unternehmen
- Im Gewerbegebiet West hat der Markenartikelhersteller Procter & Gamble seine Hauptverwaltung für Deutschland, Österreich und Schweiz sowie sein Forschungs- und Entwicklungszentrum für Papierprodukte und Getränke.
- Ebenfalls im Gewerbegebiet West ist die Continental AG ansässig.
- Von 1997 bis 2024 waren auch zwölf Samsung-Tochtergesellschaften in Schwalbach am Taunus im Gewerbegebiet Nord unter einem Dach, darunter die Europazentrale Samsung Europe Headquarters. Dort umfassten die Geschäftsfelder vor allem die Bereiche Elektronik, Stahl, Metall und Chemie, außerdem den Finanz- und IT-Sektor.
- ellen wille The Hair-Company GmbH ist Europas marktführender Hersteller für Perücken und Haarteile. Die Firmenverwaltung ist ansässig in der Lauenburger Straße.
- Auf dem Gebiet der Hochtechnologie ebenfalls international aktiv sind die Siemens Healthcare Diagnostics (ehem. Dade Behring Marburg GmbH, Entwicklung medizinisch-diagnostischer Analysesysteme) und BIT Analytical Instruments GmbH.
- In der Produktions- und Verfahrenstechnik sowie Informations- und Kommunikationstechnik sind in Schwalbach am Taunus mehr als zehn Firmen vertreten, beispielsweise die EMC Deutschland GmbH oder die Tektronix Network Systems GmbH – das US-Unternehmen Tektronix, Inc. entwickelt und vertreibt Messsysteme für die Telekommunikations-, Computer- und Halbleiterbranche.
- Darüber hinaus sind Unternehmen des Vertriebs, unter anderem die Sanyo Component Europe GmbH, Vertriebs- und Marketinggesellschaft für elektronische Bauteile, die Hopf Vertriebsgesellschaft mbH, die Dade Behring Vertriebs GmbH & Co. oder die MISUMI Europa GmbH zu nennen. Als Handelsunternehmen sind die Deutschland-Zentralen der Premium-Fahrzeugmarken Jaguar und Land Rover sowie die Mittel- und Osteuropa-Zentrale der Ernest & Julio Gallo Winery vertreten.
- Mit dem Mafo-Institut gibt es auch ein Unternehmen der Markt-, Meinungs- und Absatzforschung in Schwalbach am Taunus. Die Werner Wilke Zerspanungstechnik GmbH verkauft Werkzeuge zur Metallbearbeitung und Spannmittel in alle Welt.

### Bildung und Freizeit

#### Schulen

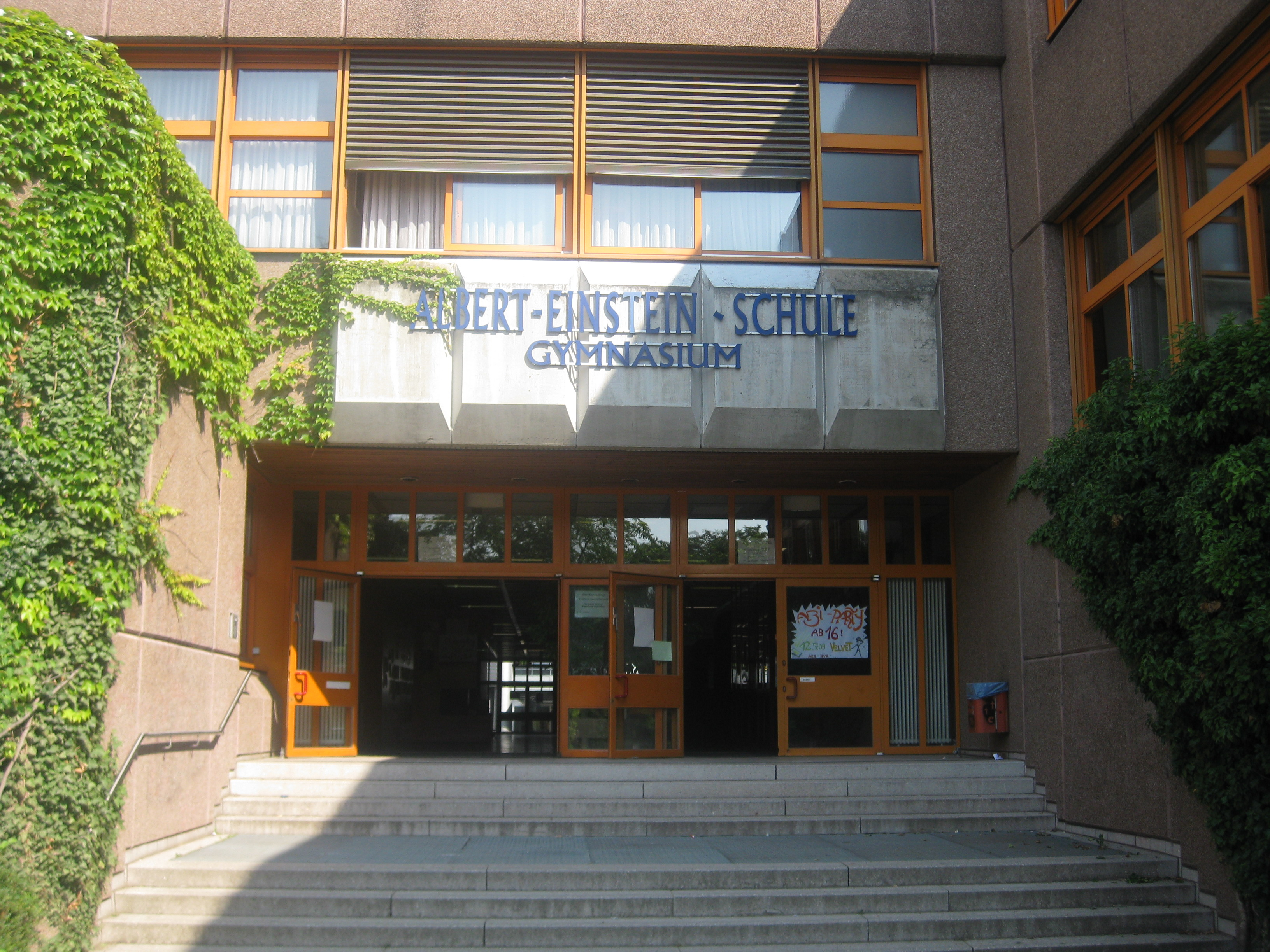
Eingang zur Albert-Einstein-Schule

In Schwalbach gibt es acht allgemeinbildende Schulen:
- Georg-Kerschensteiner-Schule (Grundschule)
- Geschwister-Scholl-Schule (Grundschule)
- Friedrich-Ebert-Schule (Integrierte Gesamtschule)
- Albert-Einstein-Schule (Gymnasium)
- Obermayr International School (Grundschule)
- Obermayr International School (Gymnasium)
- Obermayr International School (Realschule)
- Die Kinderzeit-Schule (Grundschule)

Beide Grundschulen besitzen ein Schulkinderhaus, das als Betreuungsmodell gerne von berufstätigen Eltern genutzt wird.
Die Obermayr International School bietet an jedem Tag ein ganztägiges Betreuungsmodell.
Es existieren auch eine städtische Leseförderung, eine Schülerhilfe, sowie eine Schulsozialarbeit.

#### Kinderbetreuung
In Schwalbach gibt es zwei Krabbelgruppen für Kleinkinder bis zu drei Jahren, die von engagierten Eltern, aber auch manchmal mit Unterstützung einer Kirchengemeinde organisiert werden. Zudem besitzt der Ort zwei öffentliche und vier konfessionelle Kindergärten sowie eine private Kindertagesstätte für Kinder von null bis sechs Jahren:
- Tausendfüßlerhaus
- Kinderkiste
- Kindergarten der evangelischen Friedenskirchengemeinde
- Kindertagesstätte der evangelischen Limesgemeinde
- katholischer Kindergarten St. Martin
- katholischer Kindergarten St. Pankratius
- Kinderzeit Gute Zeit.

Das Städtische Spielmobil hat es sich zur Aufgabe gemacht, Kinder zum Spielen und Spaß haben zu animieren. Schwalbach besitzt außerdem viele Bolz- und Spielplätze sowie eine Halfpipe.

#### Jugend
In Schwalbach gibt es viele Angebote für Jugendliche. Hervorzuheben ist das Jugendbildungwerk der Stadt, welches Bildungsfahrten, Jugendbegegnungen (mit polnischen und französischen Jugendlichen) und weitere Bildungsveranstaltungen anbietet.
Einen großen Anteil an der Jugendarbeit übernimmt auch der Sport, insbesondere der Fußball. Der Traditionsverein FC Sportfreunde 1920 Schwalbach e. V. (kurz „FC Schwalbach“ genannt) hat neben vier Senioren-Mannschaften vor allem 13 Jugendmannschaften und zählt damit zu den größten Jugendfußballvereinen im Main-Taunus-Kreis. Die über 200 Jugendlichen trainieren unter Anleitung auf drei Sportplätzen, darunter zwei mit Kunstrasen.
Zudem gibt es seit 2008 eine Jugendfeuerwehr in Schwalbach, bei der Kinder ab 12 Jahren teilnehmen dürfen.

### Verkehr

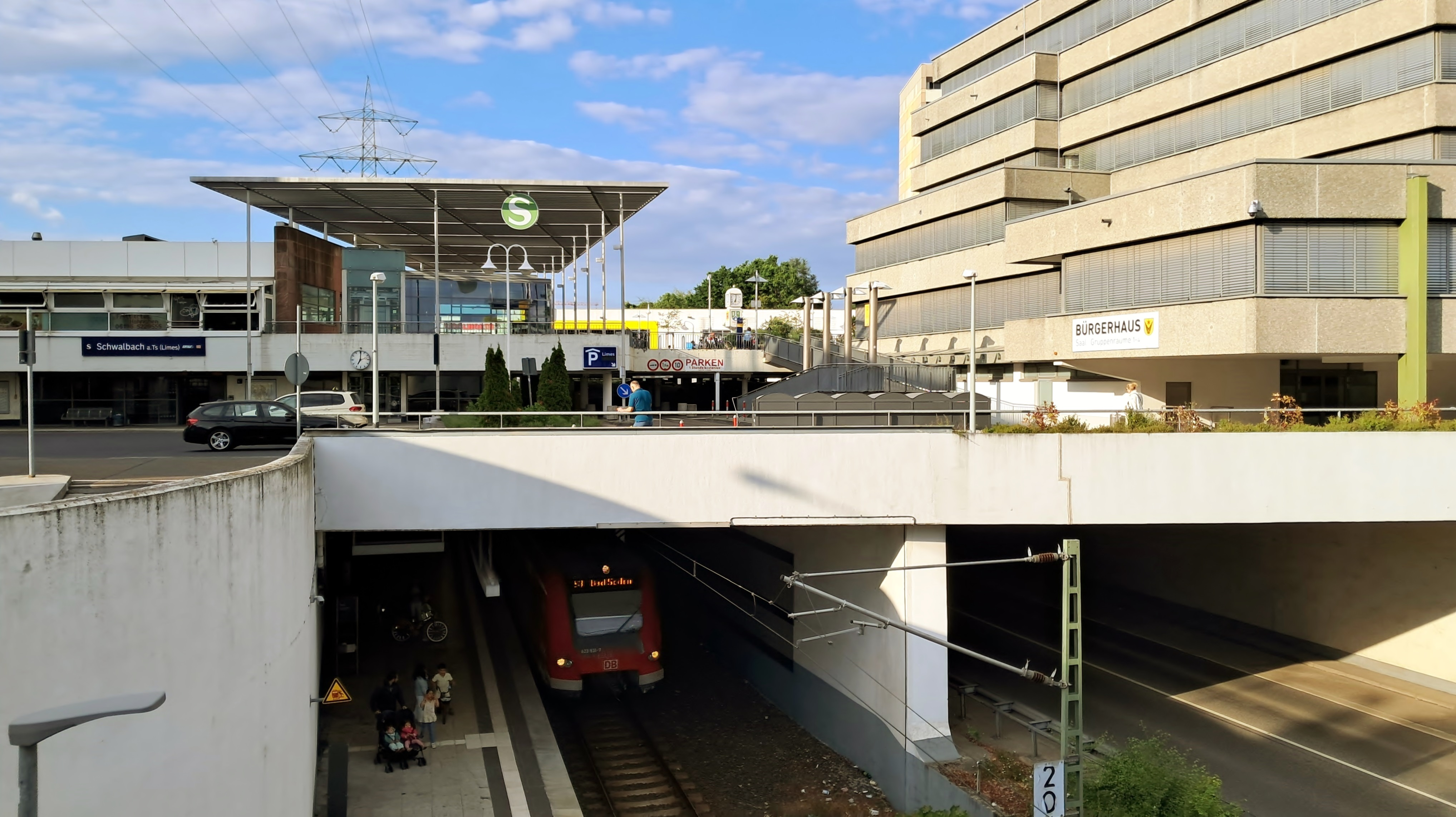
S-Bahn-Station der Linie S3, darüber der Busbahnhof mit Einfahrt zum Parkhaus, ganz oben der Marktplatz mit dem Einkaufszentrum Limes, rechts das Rathaus. Die S-Bahn ist durch einen Fahrstuhl barrierefrei zugänglich.

Obwohl außerhalb der Frankfurter Stadtgrenzen gelegen, liegt Schwalbach recht zentral innerhalb der Stadtregion. Die geringe Entfernung und die Verkehrsverbindungen ermöglichen es, die Frankfurter Innenstadt in kurzer Zeit zu erreichen.
- Eine vierspurige Schnellstraße verbindet Schwalbach und Eschborn mit dem Nordwestkreuz Frankfurt, dem Knoten der Autobahnen A 5 und A 66. Das Frankfurter Kreuz ist nur 15 Minuten entfernt.
- Zum Flughafen Frankfurt Main gelangt man mit dem Auto in 20 Minuten, mit der S-Bahn ist man 45 Minuten unterwegs.
- Seit der Eröffnung der Limesbahn 1970 ist Schwalbach an das S-Bahn-Netz des RMV angeschlossen. Es gibt nunmehr zwei Bahnhöfe: Der Bahnhof Schwalbach (Taunus) Limes liegt unterirdisch unter dem Marktplatz der Limesstadt. Am 31. Oktober 2008 wurde zudem die Station Schwalbach Nord in Betrieb genommen,[34] die das Gewerbegebiet Kronberger Hang erschließt.

| Linie | Verlauf | Takt   |
| ----- | --- | ------ |
| S3    | Bad Soden (Taunus) – Sulzbach (Taunus) Nord – Schwalbach a Ts (Limes) – Schwalbach a Ts (Limes) Nord – Niederhöchstadt – Eschborn – Eschborn Süd – Frankfurt-Rödelheim – Frankfurt (Main) West – Frankfurt am Main Messe – Frankfurt (Main) Galluswarte – Frankfurt (Main) Hbf tief – Frankfurt (Main) Taunusanlage – Frankfurt (Main) Hauptwache – Frankfurt (Main) Konstablerwache – Frankfurt (Main) Ostendstraße – Frankfurt (Main) Lokalbahnhof – Frankfurt (Main) Süd | 30 min |
- Die Linien der Busse 810, 811 und 812 verbinden Schwalbach am Taunus mit den Nachbarstädten im Main-Taunus- und Hochtaunuskreis.

## Persönlichkeiten

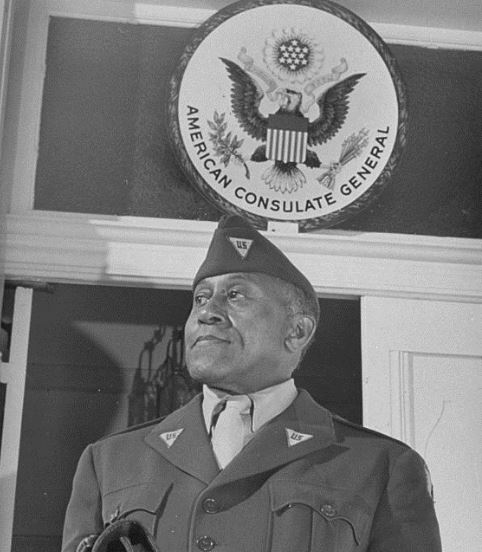
J. Elmer Spyglass als Empfangschef für das amerikanische Generalkonsulat in Frankfurt

### Ehrenbürger
- 1951: Peter Becht (1860–1958), Bürgermeister
- 1954: James Elmer Spyglass (1877–1957), US-amerikanischer Sänger & Mitarbeiter im amerikanischen Generalkonsulat in Frankfurt
- 1956: Jakob Adam (1884–1955), Gemeindevertreter
- 1970: Georg Leber (1920–2012), deutscher Politiker (SPD), MdB, Bundesverkehrs-, -post- und -verteidigungsminister, eröffnete 1970 die Limesbahn.

### Weitere bedeutende Personen
- Else Wolz (* 1908; † 1983), Schauspielerin, in Schwalbach geboren
- Hans Weilbächer (1933–2022), früherer Fußballspieler bei Eintracht Frankfurt und deutscher Nationalspieler, wohnte viele Jahre in Schwalbach.
- Manfred Seel (* 1946; † 2014), deutscher Serienmörder, lebte und verstarb in Schwalbach.
- Thomas Mann (* 1946), Politiker (CDU), Europaabgeordneter, lebt in Schwalbach
- Thomas Royen (* 1947), Statistiker, lebt in Schwalbach
- Holger Trimhold (* 1953), deutscher Fußballspieler (u. a. VfL Bochum) trainierte von 1991 bis 1994 den FC Schwalbach
- Norbert Nachtweih (* 1957), deutscher Fußballspieler (u. a. FC Bayern München) spielte von 1998 bis Dezember 1999 für den FC Schwalbach
- Claudia Ludwig (* 1960), Moderatorin, Journalistin und Politikerin (SPD), Mitglied der Schwalbacher Stadtverordnetenversammlung
- Joachim Helfer (* 1964), deutscher Autor, in Schwalbach aufgewachsen, verarbeitete seine Erfahrungen in seinem Erstlingswerk Du Idiot
- Nele Neuhaus (* 1967), Krimi-Autorin, heiratete den Fleischfabrikanten und Springreiter Harald Neuhaus, den sie bei der Leitung seiner Fleischwarenfabrik in Schwalbach am Taunus unterstützte
- Nancy Faeser (* 1970), Politikerin (SPD), in Schwalbach aufgewachsen und seit dem 8. Dezember 2021 Bundesinnenministerin im Kabinett Scholz
- Sabrina Setlur (* 1974), deutsche Rapperin, ist in Schwalbach aufgewachsen.
- Nico Frommer (* 1978), deutscher Fußballspieler des VfL Osnabrück, wohnte während seiner Spielzeit bei Eintracht Frankfurt in Schwalbach
- Hermann und Erwin Moos, Gründer des Radrennens „Rund um den Henninger-Turm“